# ژان دوم، پادشاه فرانسه
ژان دوم (به فرانسوی: Jean II de France) ملقب به ژان نیک یا ژان خوب (به فرانسوی: Jean le Bon) (۱۶ آوریل ۱۳۱۹ میلادی – ۸ آوریل ۱۳۶۴ میلادی) پادشاه فرانسه بین سال‌های ۱۳۵۰ تا ۱۳۶۴ میلادی بود. او در طی نبرد پواتیه از سری درگیری‌های دوره اول جنگ صدساله در ۱۹ سپتامبر ۱۳۵۶ میلادی به دست انگلیسی‌ها اسیر و زندانی گردید. او مجبور به امضای پیمان برتینی در سال ۱۳۶۰ میلادی با آنان شد که بیشتر مناطق جنوب‌غربی فرانسه را در اختیار ادوارد سوم، پادشاه انگلستان قرار می‌داد.

## سال‌های نخستین
ژان پسر فیلیپ ششم، پادشاه فرانسه از همسرش ژوآن بورگوندی بود. او در ۱۳ سالگی با بونه بوهم ازدواج کرد و در سال ۱۳۴۰ میلادی فرماندهی نیروهای نظامی سلطنتی در انو را عهده‌دار شد. سپس در ۱۳۴۱ میلادی به عنوان ملازم پدرش در دوک‌نشین بریتانی و در سال ۱۳۴۴ میلادی در لانگداک منصوب گردید.

## دوک نورماندی
ژان در ۲۷ آوریل ۱۳۳۳، به سن بلوغ رسید و در حالی که ۱۳ سال و یک روز داشت، دوک‌نشین نورماندی و همچنین کنت‌نشین‌های آنژو و مین را از پدرش فیلیپ ششم دریافت کرد.پس از انتصاب به عنوان دوک نرماندی در سال ۱۳۳۲، ژان مجبور شد با این واقعیت کنار بیاید که اکثر اشراف نورمن قبلاً با اردوگاه انگلیسی متحد شده بودند. در واقع، نرماندی از نظر اقتصادی بیشتر به تجارت دریایی در سراسر کانال مانش وابسته بود تا به تجارت رودخانه در رود سن. اگرچه دوک‌نشین ۱۵۰ سال در اختیار آنژوین‌ها نبود، اما بسیاری از مالکان دارایی‌هایی در سراسر کانال داشتند. در نتیجه، قرار گرفتن در پشت سر هریک از حاکمیت انگلیسی یا فرانسوی، خطر مصادره اموال توسط حکومت مقابل را در پی داشت؛ بنابراین، اعضای نورمن اشراف به عنوان قبایل وابسته به یکدیگر اداره می‌شدند، که به آنها اجازه می‌داد منشورهایی را به دست آورند که دوک‌نشین را تا حدی از خودمختاری تضمین می‌کرد. این اردوگاه به دو اردوگاه کلیدی تقسیم شد، کنت‌های تانکارویل و کنت‌های هارکورت، که برای نسل‌ها درگیری داشتند.

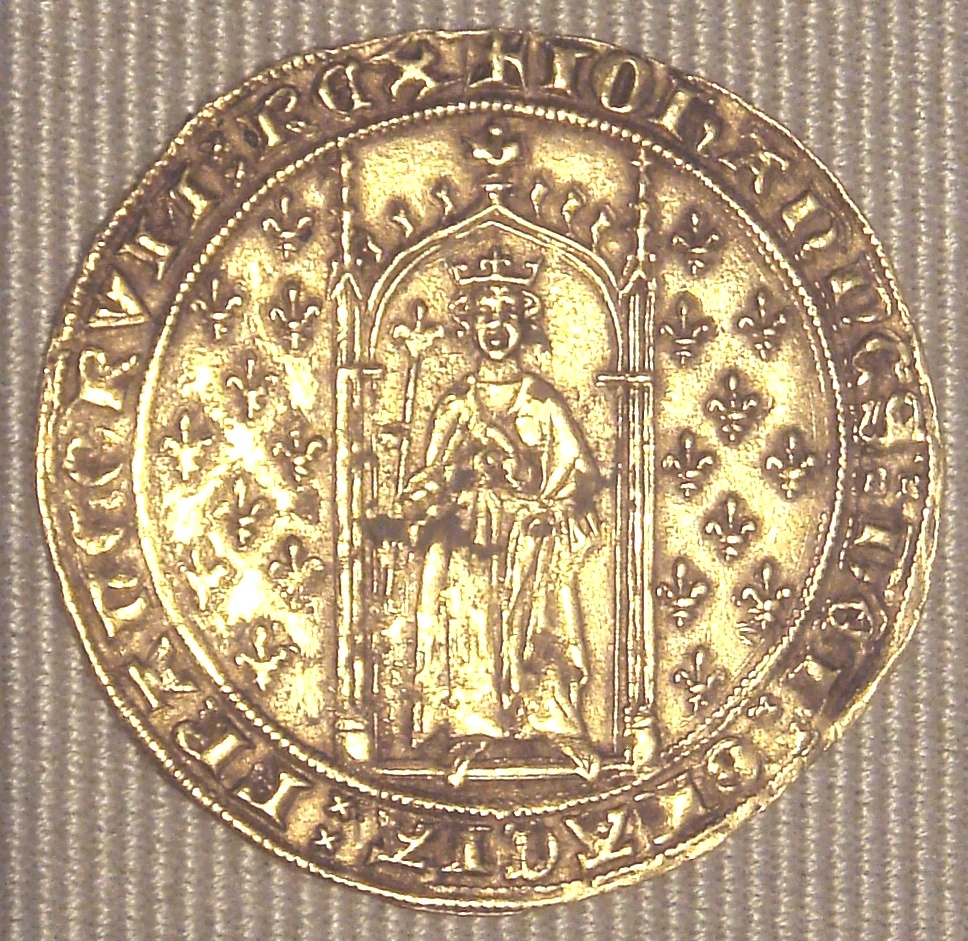
دیناری از دوران سلطنت ژان (۱۳۵۱)

تنش دوباره در سال ۱۳۴۱ به وجود آمد. شاه فیلیپ، که نگران خونریزی غنی‌ترین منطقه پادشاهی بود، به ضابطین بایو و کوتنتین دستور داد تا اختلاف را فرونشانند. جفروی د ارکور نیروهایی را علیه پادشاه جمع کرد و تعدادی از اشراف را برای محافظت از خودمختاری خود و در برابر دخالت سلطنتی گرد آورد. شورشیان خواستار این شدند که جفروی دوک شود و بدین ترتیب خودمختاری اعطا شده توسط منشور تضمین شود. سربازان سلطنتی قلعه را در Saint-Sauveur-le-Vicomte گرفتند و جفری به دوک‌نشین برابانت تبعید شد. سه نفر از همراهان او در ۳ آوریل ۱۳۴۴ در پاریس سر بریده شدند.

## پادشاهی
پس از مرگ فیلیپ ششم در ۲۲ اوت سال ۱۳۵۰ میلادی، با عنوان ژان دوم بر تخت پادشاهی فرانسه نشست.
طبق اقوال تاریخی، با وجود نشان دادن شجاعت در میدان نبرد، فردی فاقد سیاست و عجول بود که نمی‌توانست نتایج اقدامات خود را در نظر بگیرد. او را مقاوم در برابر توصیه‌ها و لجباز توصیف کرده‌اند. ژان پیش از رسیدن به سلطنت، با سرپیچی از فرمان پدر در انتقال به موقع سپاه از مناطق جنوبی به شمال کشور جهت مقابله با انگلیسی‌ها، یکی از مهم‌ترین عوامل تأثیرگذار در شکست فرانسه در نبرد کرسی و از دست رفتن بندر کاله بود. او همانند پدرش از مشروعیت ادعای خود بر مقام سلطنت، احساس ناراحتی می‌کرد و مستعد خائن شناختن دیگران بود. نخستین اقدام نسنجیده او در دوران پادشاهی، گردن زدن رائول دو برین، کنت او (Eu) و ارتشبد فرانسه بدون محاکمه به اتهام خیانت بود که در نبردهای سال‌های گذشته به اسارت انگلیسی‌ها درآمده و در قبال آزادی، بخشی از املاک خود را به آن‌ها واگذار کرده بود. چنین اقداماتی از طرف ژان موجب پدیداری نارضایتی بین اشراف و بروز میل تجزیه طلبی بین حاکمان محلی می‌شد. اقدام بعدی که شرایط را بدتر کرد برگزیدن شارل د اسپانی، خویشاوند خود و فردی نامحبوب بین اشراف، به مقام ارتشبد بود. گفته می‌شود شارل د اسپانی محرک ژان در اعدام سپهبد پیشین بوده است تا مقام او را تصاحب کند.
ژان اندکی پس از نشستن بر تخت، دوره‌ای از جشن‌ها، مهمانی‌ها و مسابقات را که مشخصهٔ دوران حکومت اوست، آغاز نمود. او همچنین مشاورانی منفور و غیرقابل‌اعتماد را در دربار خود به خدمت گرفت و کسانی را در پست‌های بالای دولتی گمارد که با سوءاستفاده از قدرت خود باعث به اوج رسیدن بحران اقتصادی در کشور در دههٔ ۱۳۵۰ میلادی شدند.

### جنگ با انگلیسی‌ها
پیمان آتش‌بس بین انگلستان و فرانسه در جریان جنگ صدساله که پس از سقوط بندر کاله برقرار شده بود، ماه آوریل سال ۱۳۵۱ میلادی به پایان می‌رسید. ژان که خزانه‌ای خالی از پدر به ارث برده بود، پولی جهت تدارک سپاه برای ادامه جنگ در اختیار نداشت. با این وجود سعی کرد با اعمال برخی اصلاحات در نیروهای نظامی از جمله سلب حق عقب‌نشینی آزادانه از میدان نبرد برای حاکمان محلی و افزایش دستمزد سپاهیان، این مشکل را برطرف کند. به هر حال، کمبود منابع مالی قابل‌اتکا مانع از اثربخش شدن این اصلاحات شد. از این رو، ژان برای افزایش عایدی مالی، به شکل متعدد دست به کاهش ارزش سکه‌های ضرب شده زد که با افزایش تورم موجب رشد هر چه بیشتر نارضایتی‌ها گشت.
ژان در ۷ سپتامبر سال ۱۳۵۱ میلادی با حمله به سن-ژان-دانژلی در غرب فرانسه آنجا را از انگلیسی‌ها پس گرفت. پس از این اقدام او قرارداد آتش‌بس جدیدی را در ۱۲ سپتامبر همان سال با انگلیسی‌ها به امضا رساند اما باز به آن پایبند نماند و در اوت ۱۳۵۲ میلادی به حمایت از پارتیزان‌های شارل بلوآ، مدعی تاج و تخت دوک‌نشین بریتانی که توسط ادوارد سوم، پادشاه انگلستان زندانی شده بود، پرداخت.

### درگیری با شارل دوم، پادشاه ناوار
شارل دوم، پادشاه ناوار ملقب به شارل بد، به عنوان فردی باهوش، خشن و خطرناک، دیگر دشمن سرسخت ژان بود. شارل نوه دختری لوئی دهم، پسرعموی فیلیپ ششم، پدر ژان به حساب می‌آمد. پدر شارل فیلیپ سوم، پادشاه ناوار، پسر لوئی، کنت اورو و نوه فیلیپ سوم، پادشاه فرانسه بود. همین نسب شارل با لوئی دهم که از طریق مادر حاصل می‌شد در کنار نسب پدری‌اش، موجب گشته بود ارتباط نزدیک‌تری به دودمان کاپت نسبت به ژان داشته باشد که فقط از طریق پدر و پدربزرگش شارل، کنت والوآ با این دودمان ارتباط داشت. همین امر او را به مدعی بالقوه تاج و تخت فرانسه، با وجود این که والدینش منکر آن شده بودند، بدل می‌ساخت. همچنین سلطه شارل بر کنت‌نشین اوِرو در نورماندی در نزدیکی سواحل انگلستان، خطر بزرگی را متوجه ژان و فرانسه می‌کرد.
روابط آن دو پس از آنکه ژان کنت‌نشین آنگولم را که متعلق به شارل و خاندان او بود، به ارتشبد جدید فرانسه، شارل د اسپنی سپرد، تیره‌تر شد. ژان به منظور جلوگیری از عواقب ناگوار، دختر هشت ساله خود را به همسری شارل درآورد اما چیزی بابت جهیزیهٔ دخترش به شارل نپرداخت. در نتیجه شارل در انتقام این اقدام، ارتشبد را ماه ژانویه سال ۱۳۵۴ میلادی به دست برادرش فیلیپ در نرماندی به قتل رساند. شارل با نوشتن نامه‌ای به ادوارد، در صورت دریافت پشتیبانی  برای حفظ اراضی خود در نرماندی، خود را عامل انگلیسی‌ها در فرانسه دانست. علی‌رغم عصبانیت از این حوادث، ژان با نگرانی از همکاری شارل و ادوارد، از در آشتی برآمد. ژان اراضی شارل در نرماندی را بازگرداند، از خون شارل د اسپنی گذشت و او را برای مصالحه به پاریس دعوت کرد. شارل این دعوت را پذیرفت و ماه مارس توافق بین طرفین صورت گرفت. تمایل شارل برای اتحاد با پادشاه انگلستان چنان باعث وحشت ژان شد که او قرارداد صلح دیگری را در ۱۰ سپتامبر ۱۳۵۵ با شارل امضا کرد. با این‌حال ژان دوم در ۱۶ آوریل ۱۳۵۶ شارل ناوار را در روآن دستگیر و زندانی ساخت.

### نبرد پوآتیه و اسارت

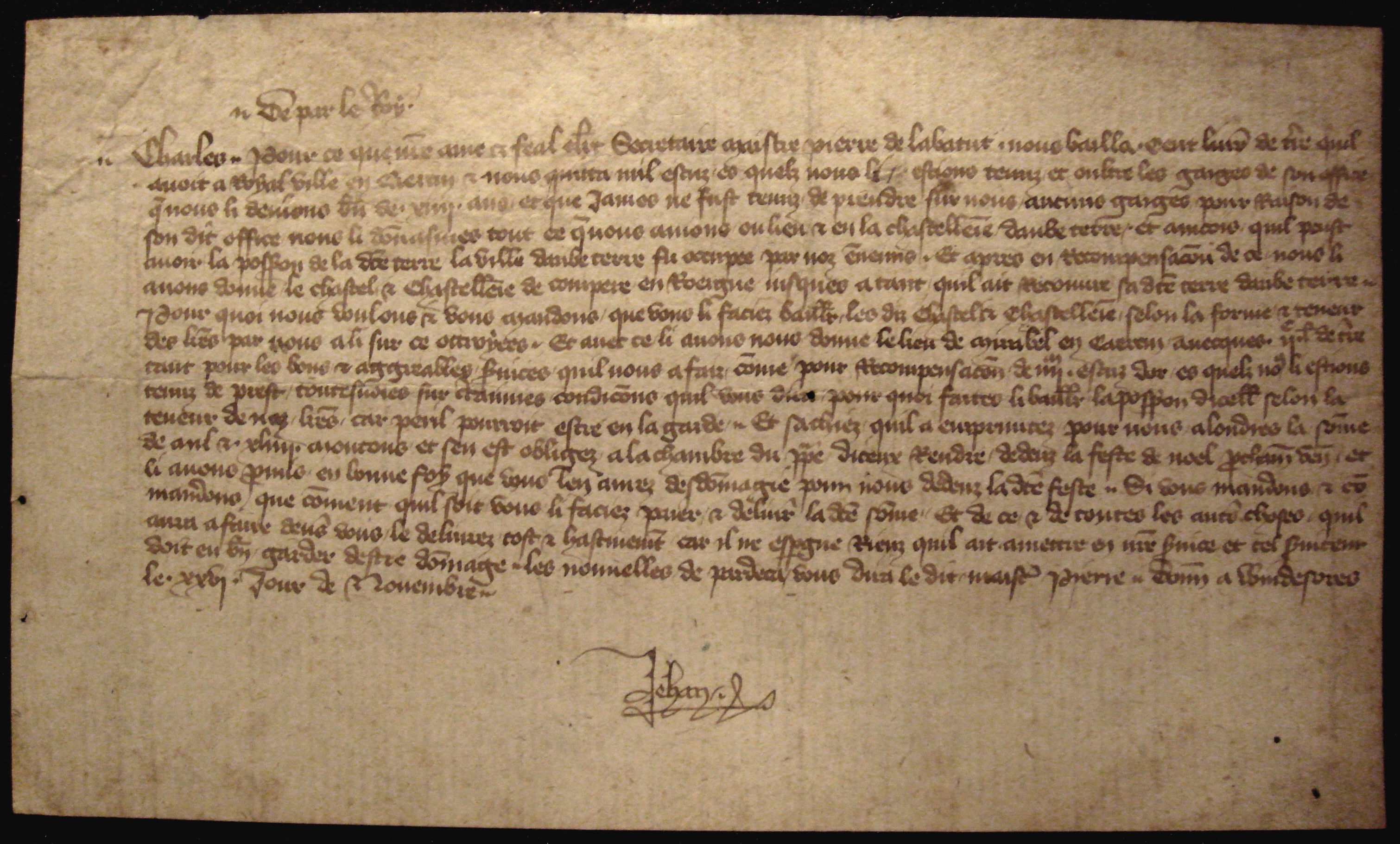
نامه ژان دوم در دوران اسارت در وینزر، بارکشر به پسرش

سال ۱۳۵۵ میلادی بار دیگر جنگ بین انگلستان و فرانسه از سر گرفته شد و ادوارد، ولیعهد انگلستان که بعدها به ادوارد، شاهزاده سیاه ملقب شد، به جنوب فرانسه یورش برد. ژان که به دلیل مشکلات مالی توانایی متوقف‌ساختن نیروهای انگلیسی را نداشت، با بستن مالیات بر نمک درصدد تأمین هزینه‌های خود برآمد. ژان نخست اقدام به دفاع از پاریس و شارتر نمود و در نهایت در ۱۹ سپتامبر ۱۳۵۶ میلادی در نزدیکی پوآتیه با ادوارد روبرو شد. سپاهیان فرانسه در نبرد پواتیه به سختی شکست خوردند و ژان به اسارت انگلیسی‌ها درآمد. او را ماه مه سال ۱۳۵۷ میلادی به لندن منتقل ساختند و در کاخ ساووی مسکن دادند. ژان در اسارت زندگی مجللی داشت و با تشریفات زیادی از او نگهداری می‌شد. با وجود محافظت از او جهت جلوگیری از گریز یا فراری دادنش، ژان آزاد بود با هر کسی از فرانسه دیدار کند و از تمامی مواهب زندگی در کاخ برخوردار بود. با توجه به اهمیت بیشتری که خود شخص پادشاه در نزد اشراف فرانسوی نسبت به مسئولیت‌های او وجود داشت، با وجود وضعیت بد مالی و نابسامانی حاکم بر فرانسه، مقادیر زیادی پول برای ژان به انگلستان فرستاده شد. ادوارد سوم سعی داشت حداکثر استفاده را از او ببرد و بیشترین اراضی و پول را از فرانسوی‌ها بگیرد. ژان معاهده‌هایی سنگین را در ژانویهٔ ۱۳۵۸ و مارس ۱۳۵۹ امضا نمود که مورد پذیرش فرانسویان واقع نشد.
از سوی دیگر شکست و دستگیری تحقیرآمیز ژان در نبرد پواتیه و بروز بحران‌های اقتصادی و اجتماعی باعث شده بود تا شاخهٔ انقلابی مجلس قانونگذاری فرانسه به‌شدت خواهان انجام اصلاحاتی توسط دوفن فرانسه (بعدتر شاه شارل پنجم) پسر و نایب‌السلطنهٔ ژان دوم در آن زمان باشند. این درخواست‌ها در نهایت به شورشی موسوم به شورش دهقانان انجامید که از ۱۳۵۶ تا ۱۳۵۸ ادامه داشت و در این مدت فرانسه در خطر بروز هرج و مرج قرار گرفت. با این حال شارل تا ۱۳۵۹ توانست بخشی از نظم عمومی را بار دیگر به کشور بازگرداند.

### امضای معاهده بریتانی با ادوارد سوم
سرانجام دو معاهدهٔ بریتانی و کاله در مه و اکتبر ۱۳۶۰ با انگلستان به امضا رسید و خون‌بهایی برابر با ۳ میلیون سکهٔ طلا برای آزادسازی ژان دوم تعیین گردید. همچنین به‌موجب این معاهده بیشتر جنوب‌غربی فرانسه به انگلستان واگذار گردید و از آنجا که فرانسه در آن زمان قادر به پرداخت مبلغ خون‌بهای پادشاه خود نبود، توافق گردید تا زمان پرداخت کامل خون‌بهای ژان گروگان‌هایی در انگلستان باقی بمانند. بدین ترتیب ژان دوم در ۹ اکتبر ۱۳۶۰ آزاد گردید و برای فراهم‌آوردن مبلغ خون‌بهای خود به فرانسه بازگردانده شد. با این حال وقتی یکی پسران ژان که در انگلستان گروگان بود گریخت، او که این حرکت را مایهٔ آبروریزی خود می‌دانست داوطلبانه به انگلستان بازگشت و تا پایان عمرش در همان‌جا در اسارت به سر برد.

### مرگ
ژان دوم در ۸ آوریل ۱۳۶۴ در لندن درگذشت و پس از او پسرش با عنوان شارل پنجم بر تخت پادشاهی فرانسه نشست.